# Gérard Fontaine
Pour les articles homonymes, voir Gérard Fontaine (art lyrique) et Fontaine.
Gérard, André Fontaine, né le 18 décembre 1938 à Paris et mort le 19 octobre 2018 à Bron, est un physicien français, professeur des universités spécialisé dans la physique des solides.

## Biographie
Étudiant à l'université Paris-Sud, il obtient un doctorat en physique des solides en 1968, sous la direction de Jacques Friedel, puis enseigne à l'université Claude Bernard Lyon 1. Il participe à la création du Département de physique des matériaux (DPM), associé au CNRS, sous la direction de Robert Uzan de 1971 à 1983; il prend la suite de celui-ci à la direction du laboratoire de 1983 jusqu'à son élection à la présidence de l'université. Après plusieurs évolutions, ce laboratoire s'associera plus tard (1er janvier 2013) avec deux autres unités de recherche pluridisciplinaires pour fonder l'Institut lumière matière (ILM), Unité mixte de recherche associée au CNRS (UMR5306). Il occupe le poste de président de l'université Claude Bernard Lyon 1 entre 1991 et 1996.
En 1987, date d'ouverture de l'École normale supérieure de Lyon, Gérard Fontaine crée avec Bernard Bigot, alors directeur des études dans cette école, le magistère des "Sciences de la matière". Au début de son mandat de président, Gérard Fontaine fonde, avec le professeur Paul Béthoux, l'Institut des sciences et techniques de l'ingénieur de Lyon.
En 2001, il est nommé au poste de conseiller technique auprès du Ministre de la Recherche et de la Technologie.

## Distinctions
- Chevalier de la Légion d'honneur en 2007[5].
- Chevalier de l'ordre national du Mérite, par décret du 10 novembre 1998.
- Commandeur de l'ordre des Palmes académiques, par décret du 3 août 1999.